# 燃料电池能源

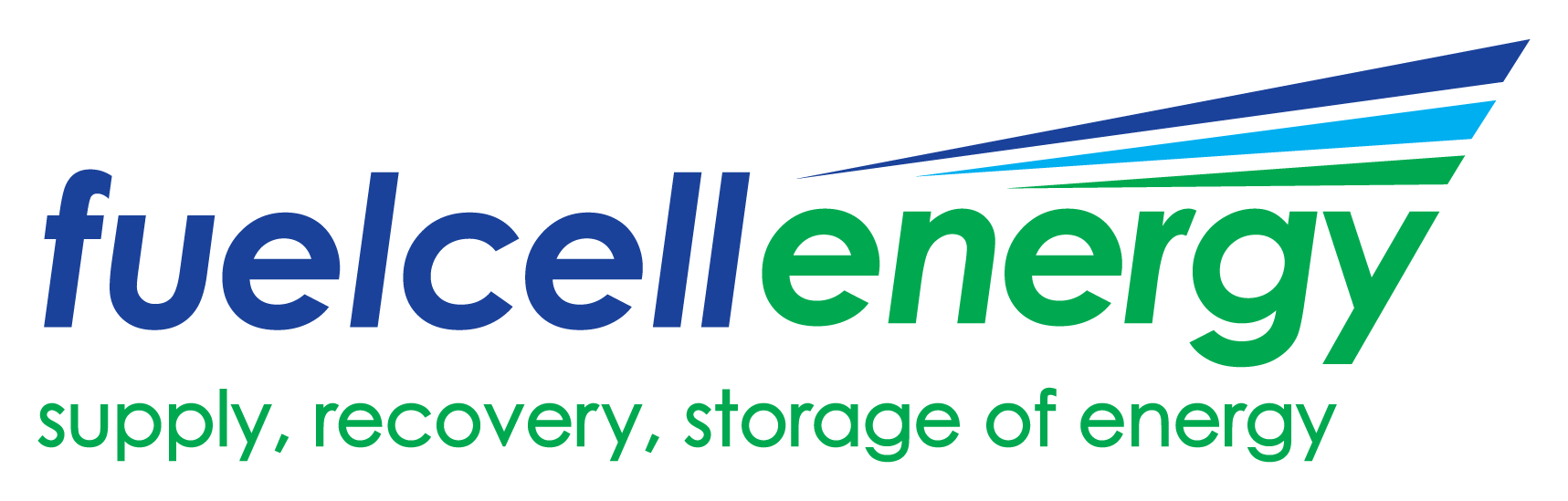
燃料电池能源公司所用之商标

燃料电池能源公司（FuelCell Energy, Inc.）是美国一家研究燃料电池的上市公司（NASDAQ：FCEL），小盤股指數羅素2000指數成分股。該公司設計、製造、運營和維修以天然氣和沼氣為直接燃料的熔融碳酸鹽燃料電池 (MCFCs) 發電廠。總部設在美國康乃狄克州費爾菲爾德郡丹伯里，在全球擁有50多家工廠。